# Lorenzino de Médicis
Pour les autres membres de la famille, voir Famille de Médicis.
Lorenzo de Médicis, dit Lorenzaccio ou Lorenzino, né le 22 mars 1514 à Florence et mort le 26 février 1548 à Venise, est un homme politique, écrivain et dramaturge appartenant à la famille florentine des Médicis. Il est mêlé aux intrigues et complots qui secouent cette importante famille à l'époque de la Renaissance.

## Biographie

### Jeunesse
Né à Florence, il est le fils de Pierfrancesco de Médicis le Jeune (1487-1525) et de Marie Soderini. Après la mort de son père (1525), il est élevé par sa mère et les tuteurs Gianfranco Zeffi et Varino Favorino de Camerino à la villa del Trebbio, où il grandit aux côtés de son frère Alexandre et de Cosme Ier de Médicis, futur duc de Toscane. 
En 1526, il est conduit avec Alexandre et Cosme à Venise pour échapper aux troubles qui agitent Florence. Un an plus tard, à la suite du sac de Rome qui déstabilise profondément le pape Clément VII (Jules de Médicis), membre le plus puissant de la famille des Médicis, ceux-ci sont de nouveau chassés par les Florentins.
En 1530, Lorenzo se rend à Rome, où il acquiert une mauvaise réputation de coupe-tête des statues anciennes (il a en effet, dans un moment d'ivresse, décapité les huit rois barbares de l'arc de Constantin), ce qui lui vaut d'être banni de la ville, avec le surnom de Lorenzaccio.

### L'amitié avec Alexandre de Médicis et le meurtre
De retour à Florence la même année, il devient le compagnon inséparable du duc Alexandre de Médicis, son cousin, récemment restauré dans la direction de la ville. Il est le complice de ses excès, de son libertinage et de ses débauches, ainsi que de maintes actions criminelles. Les deux acolytes sont souvent vus en public montant le même cheval, ils auraient même régulièrement partagé le même lit.
Le soir du 5 janvier 1537, Alexandre se rend dans les appartements de Lorenzo. Celui-ci lui promet de revenir rapidement avec sa sœur et l'épouse de Leonardo Ginori, pour une nuit d'orgie. Lorenzo tardant, Alexandre s'endort. Quelques heures plus tard Lorenzo revient, mais c'est avec un sicaire nommé « Scoronconcolo ». Trouvant le duc endormi, comme il l'avait prévu, il ordonne qu'on le tue. Le duc cependant, tiré de son sommeil par la première agression, ne succomba qu'au terme d'une lutte violente.
Parmi les raisons de la trahison de Lorenzo, on a pu invoquer, par exemple, sa volonté de libérer Florence d'un tyran ; mais un différend plus personnel entre les deux compagnons aurait également pu motiver cet assassinat.
Florence vit la mort du tyran comme une libération. Avec Alexandre s'éteint la branche principale des Médicis, mais il laisse deux enfants en bas âge, Julius (en) et Giulia, qui sont déclarés inaptes à gouverner pour cause d'illégitimité, car nés d'un père à la généalogie incertaine. Cosme Ier de Toscane est alors choisi comme nouveau duc de la ville, avec la bénédiction de Florence et de l'empereur Charles Quint.

### L'exil et la mort
Cependant Lorenzo, contraint de fuir Florence, se réfugie d'abord à Paris. La même année, il rejoint les troupes du Florentin Philippe Strozzi pour lutter contre Cosme Ier et se bat à la bataille de Montemurlo.
Redoutant les hommes de main de Cosme, il voyage à Constantinople, puis en France, où il vit quelques années, de 1537 à 1541, protégé par Catherine de Médicis. En 1542, il se rend de nouveau en Toscane pour tenter d'empêcher Cosme Ier d'unifier l'État de Toscane, avant de retourner à Venise. En 1544, il revint en France, puis de nouveau à Venise.
Le 26 février 1548, Lorenzo est percé de coups de couteaux par deux hommes (« deux Volterra » mentionnés dans une lettre), et il meurt en face de la maison de sa maîtresse Elena Barozzi sur le Campo San Polo à Venise.
Il laisse une fille, Lorenzina, qui sera élevée par des parents et se mariera avec un noble romain, Julius Colonna.
Benedetto Varchi, Marguerite de Navarre, George Sand, Alfred de Musset et Alexandre Dumas relateront chacun à leur manière l'assassinat d'Alexandre par Lorenzaccio.

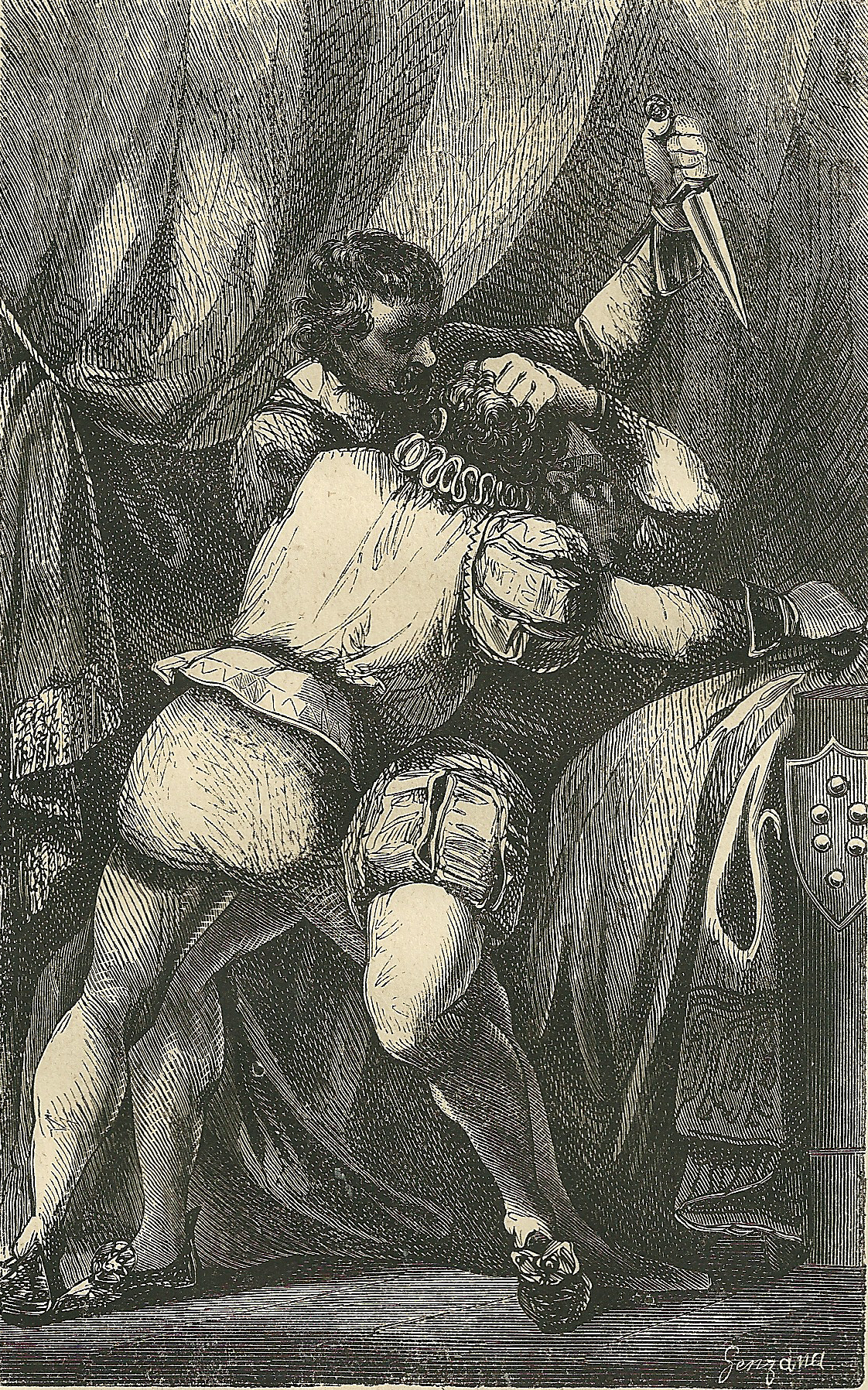
Représentation de l’assassinat du duc Alexandre par Giuseppe Farina (1863).
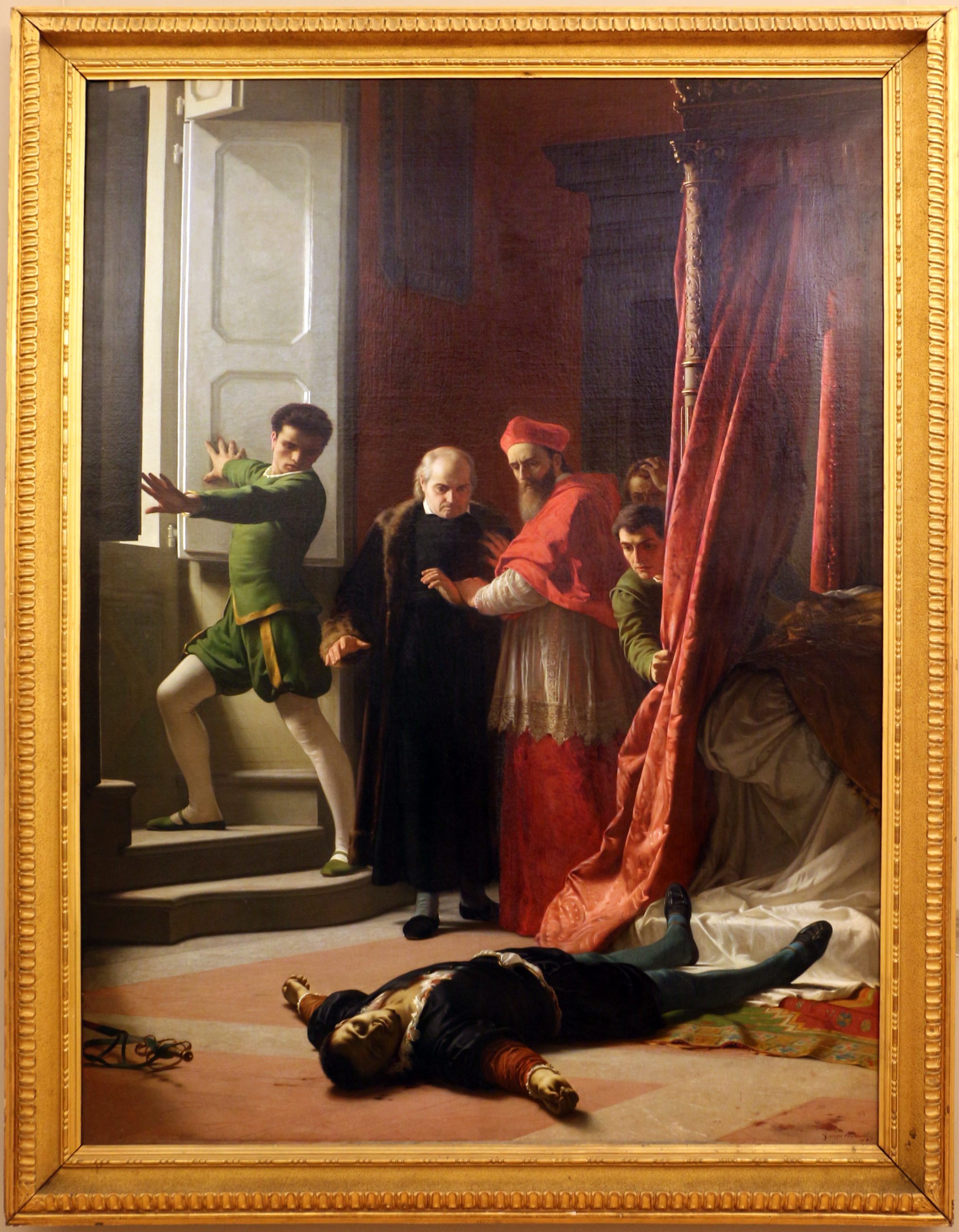
La mort d’Alexandre de Médicis (1865), peinture de Giuseppe Battista Bellucci.
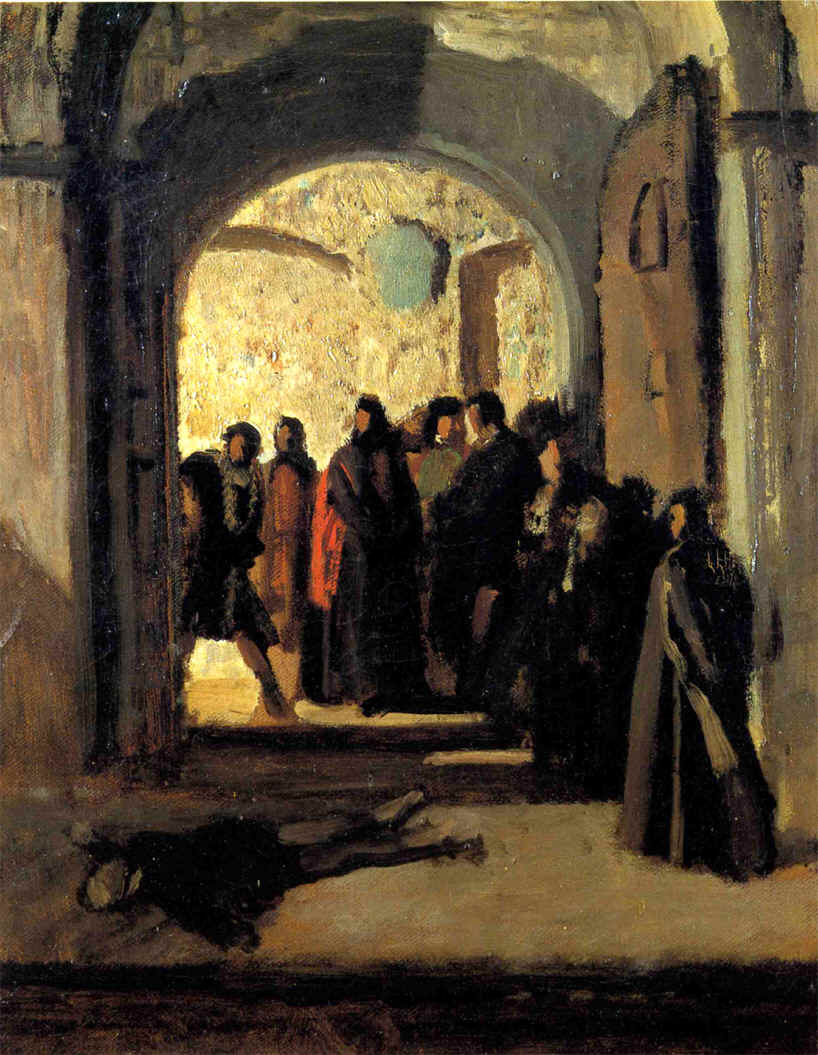
La découverte du corps de Lorenzino de Médicis, étude réalisée par Cristiano Banti.

### Œuvres littéraires

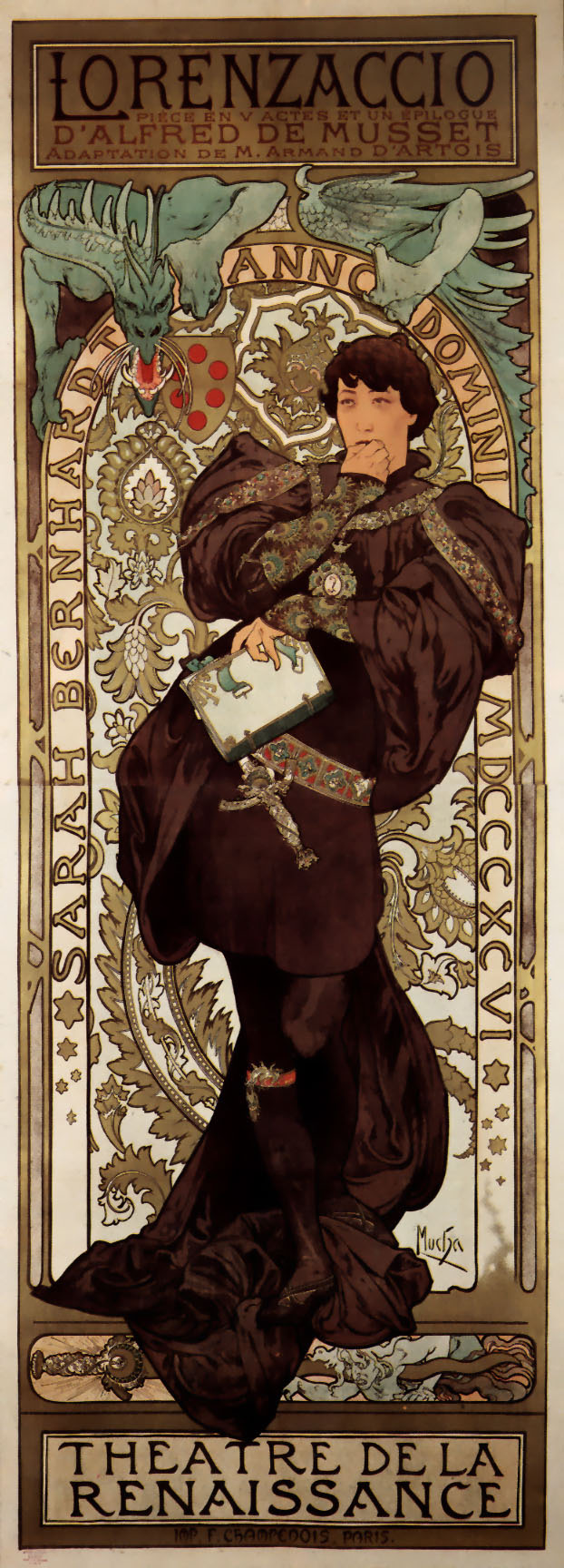
Libre représentation de Lorenzo de Médicis par Alfons Mucha (1896) pour la pièce de théâtre Lorenzaccio de Musset.

Lorenzo est également écrivain. Il est notamment l'auteur d'Apologie, défense publique faisant valoir que, comme un héritier idéal de Marcus Junius Brutus, le dévouement à la liberté humaine l'a forcé à tuer Alexandre. Le ton de cette apologie est éloquent.
Il a aussi écrit une comédie intitulée l'Aridosia, adaptée par Pierre de Larivey dans Les Esprits (1579).